# Teplička (Oskava)
Die Teplička (deutsch Augezdbach, auch Trankbach) ist ein linker Zufluss der Oskava in Tschechien.

## Geographie
Die Teplička entspringt im Niederen Gesenke nordöstlich des Dorfes Jiříkov in 662 m n.m. Sie fließt auf ihrem Wege nach Südwesten zunächst über Křížov und Pasecký Žleb durch ein tief eingeschnittenes bewaldetes Tal. In Paseka tritt der Fluss in die mährische Ebene ein. Am weiteren Lauf nach Süden liegen die Dörfer Haukovice, Újezd, Strukov und Žerotín. Danach mündet die Teplička nach 24,5 km in 223 m n.m. gegenüber dem Waldgebiet Oskavský les in die Oskava. Das Einzugsgebiet des Flusses beträgt 62,4 km². An der Mündung hat sie einen durchschnittlichen Wasserdurchfluss von 0,23 m³/s.

## Zuflüsse
- Jiříkovský potok (r), bei Křížov
- Karlovský potok (r), bei Karlov